# Whitechapel Road
Whitechapel Road je hlavní silnice v londýnském East Endu, konkrétně v jeho části Whitechapel. Spojuje Whitechapel High Street na západě a Mile End Road na východě, s nimiž dohromady tvoří silnici A11. Pojmenována je po zdejší kapli zasvěcené sv. Marii.
V blízkosti či při Whitechapel Road se mimo jiné nachází budova slévárny zvonů Whitechapel Bell Foundry z roku 1670, stanice metra Whitechapel (do roku 1938 též stanice St. Mary's), Londýnská královská nemocnice a v minulosti též Davenant Foundation School.